# Posse de Luiz Inácio Lula da Silva em 2003
Luiz Inácio Lula da Silva e José Alencar tomaram posse como 35.º presidente do Brasil e 23.º vice-presidente do Brasil, respectivamente, no dia 1º de janeiro de 2003, em cerimônia realizada no Congresso Nacional em Brasília, dando início ao governo Lula. Na ocasião, pela primeira vez desde a redemocratização em 1985, um presidente eleito pelo voto direto passa a faixa presidencial ao seu sucessor eleito pelo voto direto.

## Presença internacional
Abaixo, a lista de chefes de Estado e de Governo de todo o mundo que participaram da posse de Lula ou de representantes que viajaram ao Brasil para o evento.
| País           | Representante |
| -------------- | --- |
| África do Sul  | Thabo Mbeki, presidente |
| Argentina      | Eduardo Duhalde, presidente |
| Bolívia        | Gonzalo Sánchez de Lozada, presidente                                                                                              |
| Canadá         | Peter Milliken, deputado federal e presidente da Câmara dos Comuns, e Rahim Jaffer, deputado do Partido da Aliança Canadense       |
| Chile          | Ricardo Lagos, presidente |
| Cuba           | Fidel Castro, presidente |
| Equador        | Lucio Gutierrez, então presidente eleito                                                                                           |
| Espanha        | Felipe de Bourbon, então príncipe-herdeiro                                                                                         |
| Estados Unidos | Robert Zoellick, representante comercial, John Maisto, representante da Casa Branca para a América Latina, e Michael Enzi, senador |
| França         | Léon Bertrand, secretário de Estado do Turismo                                                                                     |
| Guiana         | Samuel Hinds, primeiro-ministro |
| Guiné-Bissau   | Mário Pires, primeiro-ministro |
| Moçambique     | Joaquim Chissano, presidente |
| Paraguai       | Luis González Macchi, presidente                                                                                                   |
| Peru           | Alejandro Toledo, presidente |
| Portugal       | Jorge Sampaio, presidente |
| Suécia         | Göran Persson, primeiro-ministro                                                                                                   |
| Uruguai        | Jorge Batlle, presidente |
| Venezuela      | Hugo Chávez, presidente |